# Facultad de Ciencias Matemáticas (Universidad Nacional Mayor de San Marcos)
La Facultad de Ciencias Matemáticas de la Universidad Nacional Mayor de San Marcos (siglas: FCM-UNMSM) es una de las veinte facultades que conforman dicha universidad. Dentro de la organización de esta casa de estudios, la facultad forma parte del área de Ciencias Básicas y cuenta con las escuelas profesionales de Matemáticas, Estadística, Investigación de operaciones, y Computación científica, que brindan tanto estudios de pregrado como de posgrado. Se encuentra ubicada dentro de la ciudad universitaria.
Las primeras cátedras de estudios de matemáticas en la Universidad Nacional Mayor de San Marcos, acontecidas a mediados del siglo XVII, son el origen directo de los estudios universitarios de estas áreas en el Perú y Sudamérica. Así, la primera cátedra de matemáticas se inauguró en el año de 1657. De manera complementaria, su enseñanza durante el siglo XVII se impartío también en el Convictorio de San Carlos, el Seminario de Santo Toribio y el Real Colegio de Medicina y Cirugía de San Fernando. No fue sino hasta 1850 cuando se unificó el sistema de educación superior y su enseñanza al interior del Convictorio de San Carlos se estructuró bajo la denominación de facultades como la de Ciencias Naturales y Matemáticas —dependientes de la Universidad Nacional Mayor de San Marcos—, las mismas que se unificaron en una misma facultad hacia 1862. Así, se optó por la aplicación práctica de dichas ciencias según se específica en el Reglamento de 1866: las cátedras fueron las de Geometría Descriptiva, Geometría Analítica, Álgebra Superior y Cálculo Infinitesimal. Posteriormente, el Reglamento General de Instrucción de 1876 la denominó Facultad de Ciencias. En 1945 se creó la Escuela Instituto de Ciencias Físicas y Matemáticas, mientras que en febrero de 1969 se instauraron los programas académicos de Matemática, Estadística, Computación, Investigación Operativa y Física. Así, la actual Facultad de Ciencias Matemáticas se inauguró en 1984 y en 2003 se creó la escuela profesional de Computación Científica.
La Facultad de Ciencias Matemáticas acogió en sus aulas a estudiantes y catedráticos que han destacado como científicos y docentes, entre los que se puede distinguir a Francisco Ruiz Lozano, primer docente de la cátedra de matemáticas en San Marcos; Francisco Antonio Cosme Bueno y Pedro Peralta Barnuevo, ambos ocuparon la cátedra de Prima de Matemáticas y fueron cosmógrafos mayores durante el virreinato; el biólogo y naturalista Antonio Raimondi, primer decano de la Facultad de Matemáticas y Ciencias Naturales; Eduardo de Habich, ingeniero y matemático polaco; Federico Villareal, matemático, ingeniero, físico y docente; Godofredo García Díaz, matemático, ingeniero y docente; Alfred Rosenblatt, matemático de origen polaco; José Tola Pasquel, matemático e ingeniero civil; entre muchos otros.

## Historia

### Cátedras de Matemáticas

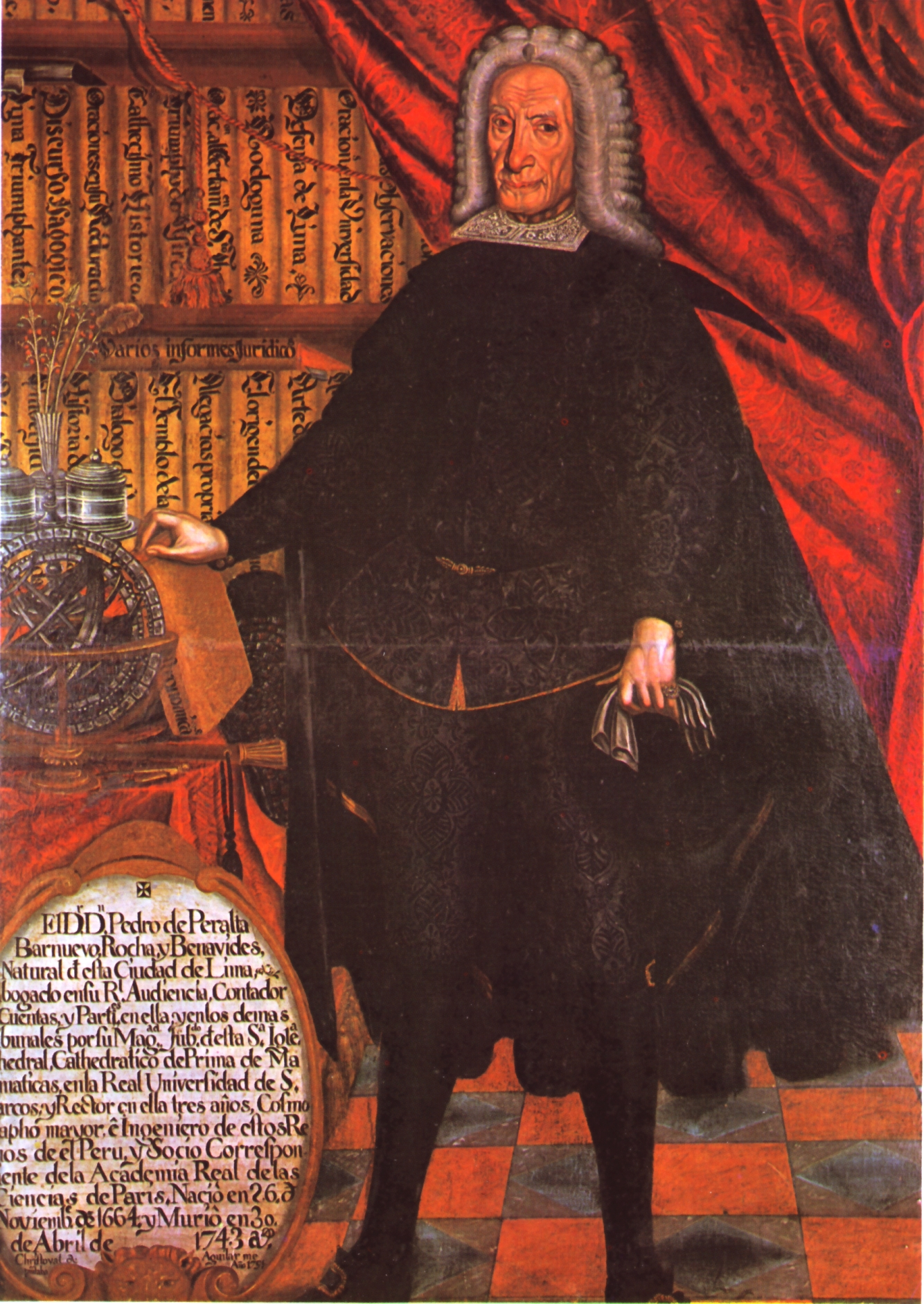
Pedro de Peralta Barnuevo, docente de la Cátedra de Prima de Matemáticas y tres veces rector de la Universidad de San Marcos durante el. Retrato de Cristóbal de Aguilar, 1751, Lima, Museo de Arte de San Marcos.

La enseñanza de las matemáticas al interior de la Universidad Nacional Mayor de San Marcos se remonta a la creación de la cátedra de matemáticas hacia mediados del siglo XVII. Creada en el año de 1657, tuvo como primer catedrático encargado a Francisco Ruiz Lozano. En esta etapa previa a la institucionalización de las matemáticas como carrera profesional, destacaron dos personajes: Cosme Bueno y Pedro Peralta Barnuevo. Ambos ocuparon la docencia de la cátedra Prima de Matemáticas y se desempeñaron como cosmógrafos mayores en el territorio colonial. Cosme Bueno fue considerado como el primer newtoniano en el Perú y se desempeñó como docente de la referida cátedra entre los años de 1758 hasta su muerte en el año de 1798. Por su parte, Pedro Peralta Barnuevo, además de ejercer como docente en San Marcos, se desempeñó como rector entre los años de 1715 a 1717. Así, parte de sus gestiones en la dirección de la decana de América fue el promover la construcción de la llamada Aula Magna, espacio que fue usado en 1822 como sede del Primer Congreso Constituyente del Perú —ello debido a que por aquel entonces la Universidad de San Marcos funcionaba en el local del actual Congreso de República—.
Ahora bien, previo a la unificación de la educación superior bajo la dirección de la Universidad de San Marcos, la enseñanza de las matemáticas se impartía en los llamados Colegios Mayores. En el caso del Convictorio de San Carlos, en 1826 se vio afectado por una reforma que instauró en su interior la enseñanza de cursos como los de Griego, Lengua y Literatura Latinas, Lógica y Metafísica, Matemáticas, Filosofía, Economía Política, Cronología e Historia y Geografía. El reglamento sancionado diez años después (abril de 1836) estableció la enseñanza carolina en un total de ocho años: cuatro años iniciales dedicados a conocimientos generales y cuatro años de estudio del derecho. Así, los cuatro años preparatorios incluían la enseñanza de Aritmética y Geografía, seguido de las diversas ramas de las Matemáticas, la Historia, Literatura, Lenguas Vivas, Ciencias Naturales, Latín y Filosofía. En segunda instancia, El Real Colegio de Medicina y Cirugía de San Fernando contempló la enseñanza de la botánica, química, física, matemáticas y mineralogía como conocimientos previos a la práctica médica. Sin embargo, la enseñanza de materias como las de Matemáticas Puras y Aritmética Mixta (tanto numérica como literal) no se pudo concretar debido a las deficiencias en el establecimiento del programa plateado por Hipólito Unanue. A pesar de ello, posteriormente, el reglamento de 1840 reafirmó la enseñanza de cursos tales como los de filosofía, química, historia natural y matemática. Finalmente, la enseñanza de disciplinas humanísticas y científicas complementó la enseñanza brindada a los aspirantes al clero en el Seminario de Santo Toribio. Así, por gestiones del obispo Francisco Javier de Luna Pizarro durante la década de 1840, se implementó la enseñanza de la geografía, física y matemáticas.

### Facultad de Ciencias Naturales y Matemáticas

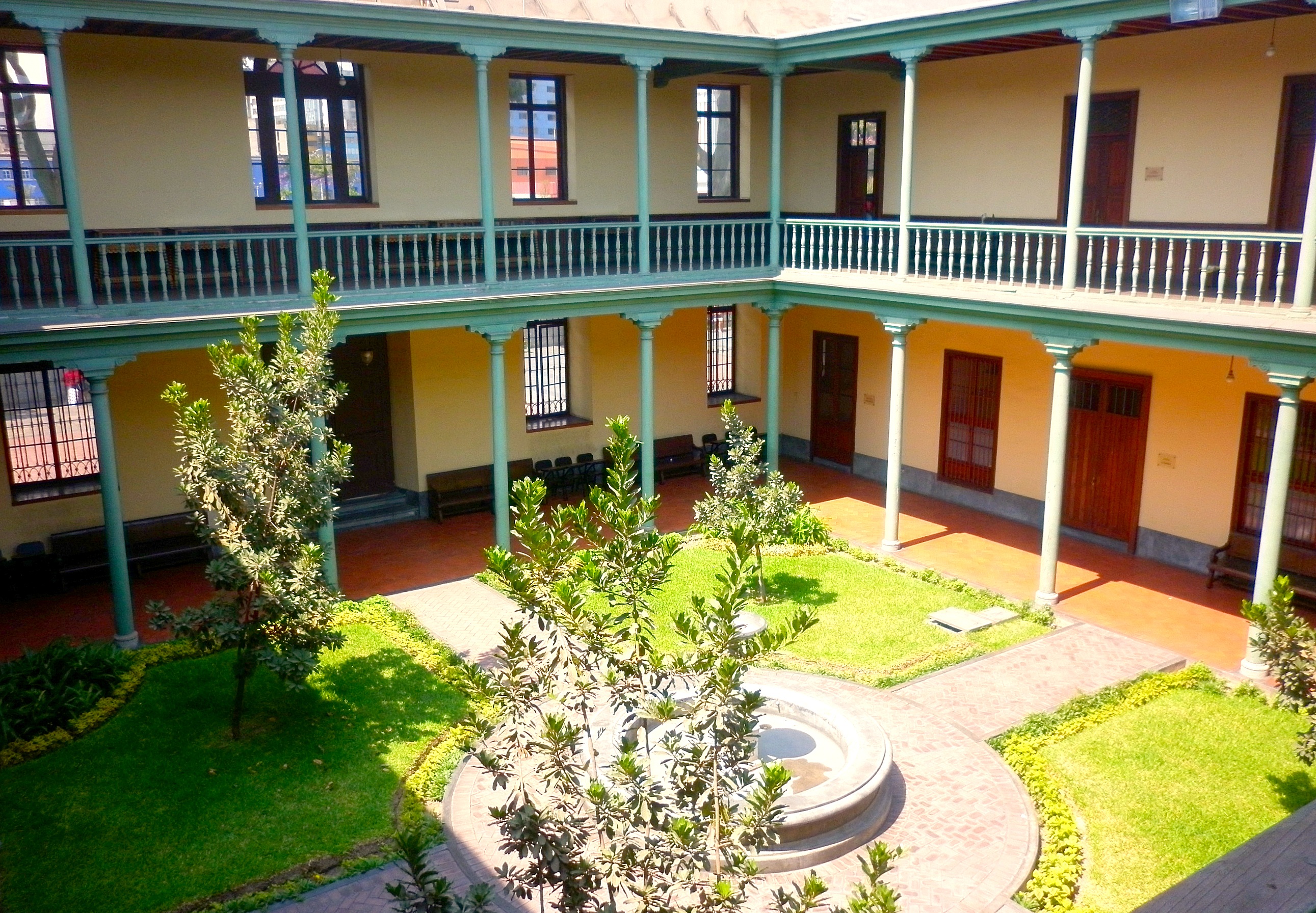
Patio de Ciencias de la antigua Casona de la Universidad Nacional Mayor de San Marcos, en donde funcionó la Facultad de Ciencias Naturales y Matemáticas.

Hacia 1850, el Reglamento de Educación Pública —promulgado el 7 de abril— dispuso las bases de un sistema de educación unificado mediante la separación de la educación media y los estudios superiores. Estos últimos debían ser unificados bajo la dirección de la Universidad de San Marcos. Así, la enseñanza impartida en el Real Colegio de Medicina y Cirugía de San Fernando se estructuró bajo la denominación de Facultad de Medicina; el Seminario de Santo Toribio fue transformado en la Facultad de Jurisprudencia y la enseñanza en el Convictorio de San Carlos en las facultades de Ciencias Naturales, Matemáticas y la facultad de Filosofía y Letras. Dichas facultades creadas de manera transitorias fueron unificadas en 1862 tras la promulgación del Reglamento para la Universidad Nacional Mayor de San Marcos por el entonces presidente Ramón Castilla el 28 de agosto de 1861: la denominada facultad de Ciencias Naturales y Matemáticas. Sin embargo, las disposiciones reformadoras del sistema educativo no fueron cumplidas a cabalidad tanto por parte del Seminario de Santo Toribio como del Convictorio de San Carlos —el cual continuó brindando la enseñanza media—. Ello fue resuelto con las gestiones de José Simeón Tejeda, quien en 1866 dispuso tanto la asignación de decanos para las facultades de letras, jurisprudencia y ciencias, como la elaboración de programas de estudios que eliminasen los cursos de instrucción media. Así, el Decreto del 15 de marzo de 1866 refería que:

«Las cátedras consignadas en la facultad de Ciencias fueron en los estudios matemáticos: Geometría Descriptiva, Álgebra Superior, Geometría Analítica y Cálculo Infinitesimal (creadas en este plan). Para los estudios físicos se consignaron: Física, Mecánica, Astronomía y Geonesia: Los estudios de la Química fueron divididos en dos: Química General y Análisis Químico. La Historia Natural se desplegó en cuatro cátedras independientes: Mineralogía, Geología, Botánica y Zoología».
Marcos Garfias Dávila

De esa manera, dicho decreto confirmó la desaparición del Convictorio de San Carlos como entidad administrativa. El decano de la Facultad de Jurisprudencia fue Pedro Gálvez Egúsquiza; el de Ciencias y Matemáticas, Antonio Raymondi; y el de Letras y Filosofía, Juan Gualberto Valdivia. La cátedra de Matemáticas trascendentales dentro de la Facultad de Ciencias y Matemáticas estuvo a cargo de Mariano Damaso Beraún, puesto que posteriormente fue ocupado también por José Granda Esquivel. Junto a la cátedra de Matemáticas trascendentales, la cual incluyó las asignaturas de Geometría descriptiva, Álgebra superior, Cálculo Infinitesimal y Geometría Analítica; se impartían además en la Facultad de Ciencias las cátedras de Física, Química e Historia Natural. Ahora bien, entre los años de 1868 y 1869 se concluyó la redacción y publicación de los reglamentos que permitieron hacer efectiva la instalación de las facultades. Los nuevos rectores designados fueron: para la Facultad de Letras y Filosofía, Sebastián Lorente; y Pedro Alejandrino del Solar para la Facultad de Matemáticas y Ciencias Naturales (cargo que volvió a ocupar en 1872). Precisamente, Del Solar ejerció como docente en el otrora Convictorio de San Carlos en las cátedras de física y astronomía, mientras que luego de doctorarse en cánones y ciencias, inició sus labores de docencia en San Marcos en 1858. En suma, tanto la Facultad de Medicina como la Facultad de Matemáticas y Ciencias se convirtieron en instituciones donde se desarrollaron ampliamente las disciplinas científicas en el Perú. De esta manera, se optó por la aplicación práctica de las ciencias, incluidas las matemáticas y sus ramificaciones:

«Proyecto de reglamento orgánico: Considerando: Que el gobierno debe contribuir por todos los medios posibles a establecer y fomentar de manera más amplia la Facultad de Matemáticas y Ciencias Naturales, de cuyo desarrollo y progreso obtendrá el Perú nuevos gérmenes de riqueza: Resuelve: Art. 1º Para ser profesor en un colegio nacional de instrucción media, en cualquiera de los ramos que corresponden a la Facultad de Matemáticas y Ciencias Naturales, es necesario tener por los menos, el diploma de bachilleres en la Facultad. Art. 2º Los doctores de la Facultad serán considerados miembros honorarios del cuerpo de ingenieros, agrimensores y arquitectos y peritos, para los casos que se designan en el título 7º del Código de Enjuiciamiento Civil. Art. 3º Para ser agrimensor, arquitecto o ingeniero, se requiere ser bachiller en la Facultad y haber hecho los estudios teóricos y prácticos que designe el reglamento. Art. 4º Los agrimensores, ingenieros y arquitectos recibidos conforme al artículo anterior serán ocupados de preferencia por el supremo gobierno en las diversas colocaciones del servicio público. Lima 8 de julio de 1868».
Recuperado de Garfias (2009), en Anales Universitarios del Perú (1969).

### Facultad de Ciencias

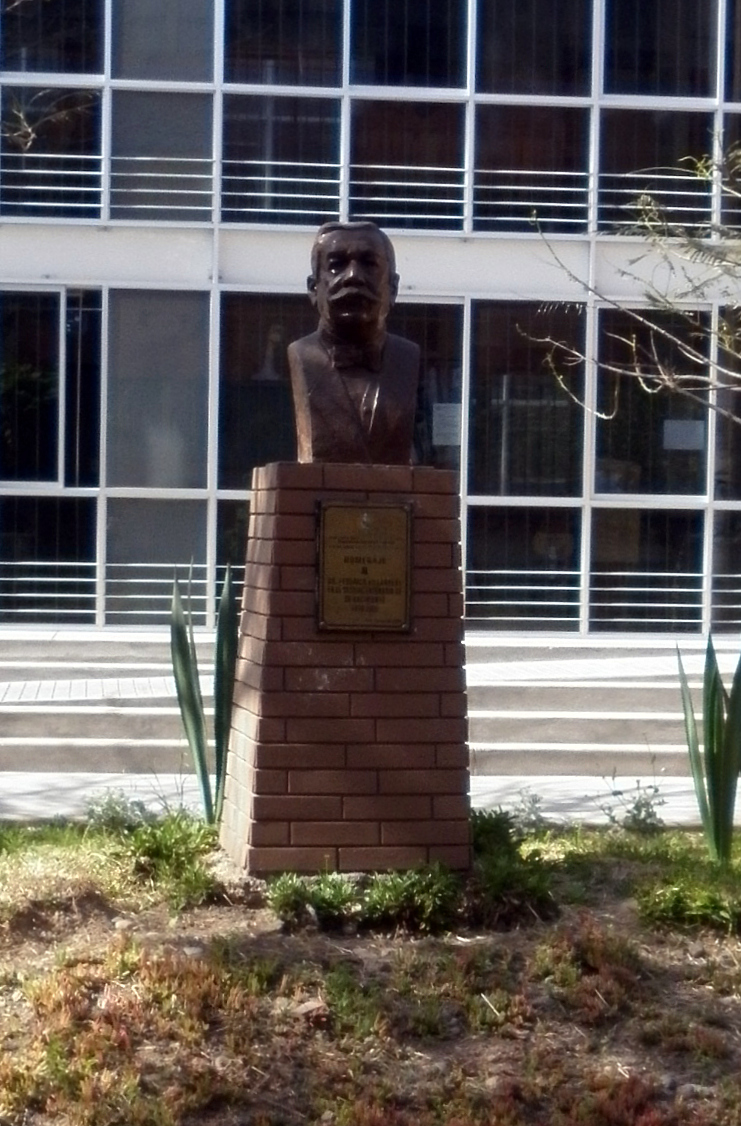
Monumento de Federico Villareal en los exteriores de la Facultad de Ciencias Matemáticas y de la Facultad de Ciencias Biológicas de la Universidad Nacional Mayor de San Marcos.

Tras la promulgación del Reglamento General de Instrucción de 1876, la otrora facultad de Ciencias Naturales y Matemáticas recibió la denominación de Facultad de Ciencias. Hacia el año 1897 se inició la publicación de la Revista de Ciencias, la cual incluyó las propias publicaciones matemáticas de Federico Villareal además de investigaciones nacionales e internacionales sobre flora, plantas medicinales, fósiles, biología andina, aves, insectos, recursos tales como el guano etc. Sin embargo, no se pudieron consolidar líneas propias de investigación institucionales y tras sesenta y nueve años de vigencia, perdió continuidad en las publicaciones hacia 1966. Precisamente, el director y redactor de dicha revista fue Villareal, quien en dicho año se desempeñaba también como docente de la Escuela de Ingenieros perteneciente a la Facultad de Ciencias de San Marcos. Villareal ingresó a la Facultad de Ciencias en el año 1877, habiendo desarrollado previamente —mientras ejercía la docencia en un colegio de instrucción media en 1873— un método para elevar un polinomio a una potencia cualquiera. En San Marcos fue el primero en obtener el título de doctor en ciencias matemáticas en 1881 con la presentación de una tesis titulada La clasificación de las curvas de tercer grado, mediante la cual logró distinguir setenta y dos tipos, a diferencia de los seis tipos que habían sido hallados por otros matemáticos previamente. Fue nombrado decano de la Facultad de Ciencias en varias oportunidades: 1903, 1907, 1911 y 1915. Al inaugurarse el siglo XX, la situación de abandono de los laboratorios y gabinetes fue denunciado por autoridades universitarias como Villareal. A pesar de que se logró obtener un subsidio de quinientas libras por parte del Estado peruano, este solo se efectuó por dos años, dejando así algunos proyectos paralizados. Tal como lo refiere Villareal en sus memorias como decano:

«Entre 1909 y 1910 el salón de sesiones de Ciencias fue refaccionado. Se construyó un amplio salón para las clases de matemáticas, se limpió de escombros el local, se dotaron algunas dependencias para la práctica de botánica y química analítica, y se incrementó el material de enseñanza de los gabinetes de mineralogía, matemáticas, dibujo lineal y de dibujo imitativo».
Marcos Garfias Dávila

Posteriormente, el 3 de agosto de 1938 fue fundada la Academia de Ciencias Exactas, Físicas y Naturales de Lima, bajo la dirección de Godofredo García Díaz, discípulo de Villareal. Así, el panorama en el que se desarrollaron las matemáticas durante la década de 1830 se vio enriquecido con la influencia de las corrientes europeas a cargo de Alfred Rosenblatt, matemático de origen polaco quien ejerció la docencia en San Marcos. Uno de sus discípulos fue José Tola Pasquel, quien recibió en 1945 el cargo de catedrático titular y director de la Escuela Instituto de Ciencias Físicas y Matemáticas, creada al interior de la Facultad de Ciencias y desaparecida hacia 1968; se desempeñó además como profesor de Álgebra Moderna, puesto que mantuvo hasta su retiro en 1968. Por iniciativa de matemáticos sanmarquinos (incluido el mismo Tola), se creó en 1957 la Sociedad Matemática Peruana, institución vigente encargada de incentivar la investigación matemática y promover su difusión. Precisamente, el desarrollo de dicha ciencia en el Perú experimentó un gran impulso bajo las gestiones de César Carranza Saravia, particularmente, a raíz del convenio firmado entre la referida sociedad peruana y la Sociedad Matemática de Brasil.

### Facultad de Ciencias Matemáticas
La denominada Facultad de Ciencias Matemáticas fue inaugurada en 1984 según las disposiciones de la Ley Universitaria n° 23733, a la vez que se creó el Departamento Académico de Matemáticas y las Escuelas Académico Profesionales (denominadas actualmente Escuelas Profesionales). Un antecedente a su fundación fue el Decreto Ley n° 17437 en febrero de 1969. Así, se creó el Departamento Académico de Matemática y los siguientes Programas Académicos: Matemáticas, Estadística, Computación, Investigación Operativa y Física. La escuela profesional de Estadística fue creada en febrero de 1969 tras la promulgación del Decreto Ley n.º 17437, mientras que la escuela profesional de Computación Científica fue creada en el año 2003 e inició sus actividades en el año 2004. Actualmente, la Facultad de Ciencias Matemáticas se ubica al interior de la Ciudad Universitaria de la Universidad Nacional Mayor de San Marcos y ofrece las carreras profesionales de Matemáticas, Estadística, Investigación de operaciones y Computación científica. Su edificio cuenta con laboratorios con equipos especializados tanto para la investigación como para la docencia, además del servicio de biblioteca coordinado por el Vicedecanato Académico.

## Organización

### Gobierno
En la actualidad, la Facultad de Ciencias Matemáticas está organizada en las siguientes instancias:
- Decanato: Según los estatutos de la Universidad Nacional Mayor de San Marcos, la máxima autoridad dentro de la facultad es el Decano. Este tiene como función principal: «La dirección de esta, dentro de las políticas universitarias que determinen los órganos superiores». Por obligación, el Decano debe ser un catedrático que tenga la categoría de titular; la duración del cargo es de tres años y está permitida la reelección para un segundo periodo no consecutivo. El actual decano de la Facultad de Matemáticas es Alfonso Pérez Salvatierra.[25][26]

- Consejo de Facultad: Según los estatutos de la universidad, le corresponderá definir las políticas de desarrollo académico e institucional de acuerdo a los lineamientos y estrategias emanados de la Asamblea Universitaria y el Consejo Universitario. Lo conforma el Decano, que lo preside, además de los Directores de Escuela, profesores titulares y miembros del tercio estudiantil.[27]

- Dirección Académica: Según los estatutos universitarios, está encargada de brindar asistencia y apoyo académico a la facultad. También se encarga de coordinar y dirigir todas las actividades de comunicación e información del Decanato y el Consejo de Facultad hacia la comunidad de la Universidad Nacional Mayor de San Marcos.[27]

- Direcciones de Escuelas: De acuerdo al artículo veinticinco del estatuto universitario,[27] las Escuelas Profesionales (siglas: EP) son las unidades de la facultad encargadas de la formación de los estudiantes que cursan las carreras de pregrado. Tienen entre sus funciones principales elaborar, coordinar y ejecutar los currículos (plan) de estudios. El actual Director de la EP de Matemáticas es Victoriano Yauri Luque;[28] el director de la EP de Estadística es Roger Pedro Norabuena Figueroa;[22] la directora de la EP de Investigación Operativa es Carmela Velásquez Pino;[29] y la directora de la EP de Computación Científica es María Natividad Zegarra Garay.[5]

- Dirección Administrativa: Desarrolla acciones coordinadas que conducen a la optimización de los procesos académico-administrativos de la facultad, con el objetivo de mejorar la calidad de servicios. Administra los recursos económicos y realiza las acciones necesarias para la adquisición de bienes y servicios. La actual directora administrativa es Martha Olivia Gonzáles de la Flor.[25]

### Estudios académico-profesionales

#### Pregrado
A nivel de estudios de pregrado, la facultad cuenta con las siguientes cuatro escuelas profesionales:
- Escuela Profesional de Matemáticas: El plan de estudios dura cinco años, divididos en cuatro ciclos de estudios básicos (Escuela de Estudios Generales) y seis ciclos de especialidad (Escuela Profesional de Matemáticas). Además, los estudiantes pueden optar por cursos extracurriculares para seguir dos líneas de especialización: tecnología educativa o matemáticas y tecnología.[30] Concluidos satisfactoriamente los cinco años de estudio y tras haber obtenido una nota aprobatoria en la presentación de un trabajo de investigación, se obtiene el grado de bachiller en matemáticas. El título profesional es equivalente al de licenciado en matemáticas, se puede obtener bajo las siguientes modalidades: sustentación de tesis, aprobación de un trabajo de suficiencia profesional u otra modalidad dispuesta por la Facultad.[31]
- Escuela Profesional de Estadística: Los cinco años de estudios se dividen en ciclos de estudios generales, ciclos de estudios específicos y ciclos de estudios de especialidad.[32] Concluidos satisfactoriamente los estudios de pregrado, se obtiene el grado de bachiller en Estadística, ello tras haber obtenido una nota aprobatoria en la presentación de un trabajo de investigación. El título profesional (equivalente al de licenciatura en Estadística) se puede obtener tras la sustentación de tesis, la aprobación de un trabajo de suficiencia profesional u otra modalidad dispuesta por la Facultad.[31]
- Escuela Profesional de Investigación Operativa: Consta de cinco años de estudios,[29] una vez concluidos satisfactoriamente y tras haber obtenido una nota aprobatoria en la presentación de un trabajo de investigación, se obtiene el grado de bachiller en Investigación Operativa. El título profesional de licenciado se puede obtener siguiendo una de estas modalidades: la sustentación de tesis, la aprobación de un trabajo de suficiencia profesional u otra modalidad dispuesta por la Facultad.[31]
- Escuela Profesional de Computación Científica: El plan de estudios dura cinco años, divididos en cuatro ciclos de estudios básicos y seis ciclos de especialidad. Además, los estudiantes pueden optar por cursos extracurriculares para seguir tres posibles líneas de especialización: análisis científico, modelamiento para las ciencias e ingeniería o sistemas e-learning.[33] Concluidos satisfactoriamente los cinco años de estudio y tras haber obtenido una nota aprobatoria en la presentación de un trabajo de investigación, se obtiene el grado de bachiller en Computación Científica. El título profesional equivalente al de licenciado se puede obtener bajo las siguientes modalidades: sustentación de tesis, aprobación de un trabajo de suficiencia profesional u otra modalidad dispuesta por la Facultad.[31]

#### Posgrado
La facultad ofrece diversos programas de posgrado tanto a graduados sanmarquinos al como público exterior. El programa de maestría es de dos años, los requisitos para la admisión son la aprobación de un examen de aptitud, entrevista personal y evaluación de expediente. Incluye cursos, seminarios, tutorías, una tesis y un examen de grado. La Facultad de Ciencias Matemáticas cuenta con cinco programas de maestría: matemáticas, matemática aplicada, estadística, bioestadística e investigación de operaciones. También destaca el programa de doctorado con una duración de tres años, los requisitos para la admisión son la sustentación de un proyecto de investigación y la evaluación de expediente. Incluye seminarios, tutorías, una tesis y un examen de grado. Así, ofrece un programa de doctorado en matemática pura. Finalmente, además de los programas anteriores, también se brindan estudios de especializaciones y diplomados.

## Infraestructura y servicios

### Auditorios
La Facultad de Ciencias Matemáticas cuenta con un auditorio principal nombrado en homenaje al matemático brasilero Pedro Humberto Rivera Rodríguez. En sus instalaciones se llevan a cabo talleres, conferencias, ceremonias y eventos de interés académico.

### Laboratorios
Actualmente, la Facultad de Matemáticas cuenta con un total de ocho laboratorios destinados tanto a la investigación como a la docencia. Entre ellos se encuentran aquellos destinados a ambas labores, como es el caso del laboratorio Sociedad, Estadística y Universidad, a través de los cuales se hace uso de equipos de cómputo y proyectores para el dictado de clases y aquellos destinados exclusivamente a las labores de investigación, como es el caso del laboratorio bajo la dependencia del Instituto de Investigaciones de Ciencias Matemáticas.

## Investigación

### Institutos de investigación
La Facultad de Ciencias Matemáticas registra la existencia de un instituto de investigación en su interior:
- Instituto de Investigaciones de Ciencias Matemáticas: creado el 21 de diciembre de 1992 por resolución rectoral n.º 109553, agrupa docentes investigadores —pertenecientes a las áreas de matemática aplicada, matemática pura, computación científica, estadística e investigación operativa— con el fin de plantear y promover proyectos de investigación al interior de la Facultad de Ciencias Matemáticas.[41] Así, los resultados de las mismas son publicados en la revista Pesquimat. Actualmente, el director del instituto es Edinson Montoro Alegre.[42]

### Grupos de investigación
La facultad cuenta actualmente con los siguientes grupos de investigación:
- Análisis de Datos Espaciales (ADE)
- Ciencias Matemáticas para las Ciencias de la Vida (CMATVIDA)
- Dinámica Ambiental (DINAMB)
- Ecuaciones Diferenciales Ordinarias Aplicadas a las Ciencias Básicas e Ingenierías (EDOACBI)
- Villarreal (Feder)
- Grupo de Ecuaciones Diferenciales, Análisis y Aplicaciones(GEDAAp)
- Grupo de Investigación en Ecuaciones en Derivadas Parciales y Aplicaciones (GEINEDPA)
- Grupo de Investigación para el Modelamiento y Análisis Estadístico (GIMAE)
- Godofredo (Godo)
- Matemática Computacional (MAC)
- Matemática Aplicada (MaTio)
- Matemática Aplicada - Métodos Numéricos (METNUM)
- Modelos Cuantitativos Aplicados a la Investigación Científica(MOCA)
- Modelamiento en EDP y EDE con Aplicaciones Numéricas (Modela)
- Optimización Matemática y Computacional (Optimaco)
- Ecuación Elíptica Abstracta (Semil)
- Semigrupo: Sucesiones de Apery (SESUAP)
- Sociedad, Estadística y Universidad (SEUNMSM)

### Publicaciones científicas y académicas
- Pesquimat: editada por el Instituto de Investigaciones de Ciencias Matemáticas, es una publicación que divulga la producción científica original, vinculada a los resultados de los proyectos de investigación en las áreas de estadística, matemática pura, computación científica e investigación operativa; de autoría tanto de profesionales nacionales como extranjeros. Se encuentra indexada en: Latindex; el Directory of Open Access Journals (DOAJ); la Red Iberoamericana de Innovación y Conocimiento Científico (REDIB); entre otros repositorios, y se publica en los meses de junio y diciembre. Su actual director es Pedro Celso Contreras Chamorro.[44]